# 151 TCN
Năm 151 TCN là một năm trong lịch Julius. 